# Distretto di Sop Moei
Il distretto di Sop Moei (in thailandese: สบเมย) è un distretto (amphoe) della Thailandia, situato nella provincia di Mae Hong Son.